# Neal T. Jaco

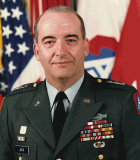
Neal T. Jaco

Neal T. Jaco (* um 1937 in Springfield, Greene County, Missouri) ist ein pensionierter Generalleutnant der United States Army. Er war unter anderem Kommandeur der 4. Infanteriedivision und der 5. Armee.
Über das ROTC-Programm der Missouri State University gelangte er im Jahr 1959 in das Offizierskorps des US-Heeres. Dort wurde er als Leutnant in dessen Offizierskorps aufgenommen. In der Armee durchlief er anschließend alle Offiziersränge vom Leutnant bis zum Drei-Sterne-General.
Im Lauf seiner militärischen Karriere absolvierte Jaco verschiedene Kurse und Schulungen. Dazu gehörten unter anderem der Army Basic Infantry Officers' Course, der Armor Officers' Advance Course, das Naval Command and Staff College und das United States Army War College. Außerdem erhielt er einen akademischen Grad von der George Washington University.
In seinen jüngeren Jahren absolvierte er den für Offiziere in den niederen Rangstufen üblichen Dienst in unterschiedlichen Einheiten und Standorten. Dazu gehörten auch Aufgaben als Stabsoffizier in verschiedenen Hauptquartieren. Im weiteren Verlauf kommandierte er Einheiten auf vielen militärischen Ebenen. Jaco war unter anderem in Südkorea und Europa stationiert. Zwischenzeitlich nahm er auch am Vietnamkrieg teil.
Im weiteren Verlauf war er in Fort Hood dem heutigen Fort Cavazos stationiert, wo er unter anderem Stabsoffizier bei der 2. Panzerdivision und beim III. Korps war. Dann kommandierte er das Panzerzentrum einschließlich der Panzerschule (Armor Center and School) in Fort Knox in Kentucky. Nach einer Zeit als Stabsoffizier im Heeresministerium, wo er die Abteilung für Militärgemeinden und Familienbetreuung (U.S. Army's Community and Family Support Center) leitete, wurde er Kommandeur der 4. Infanteriedivision in Fort Carson in Colorado. Diesen Oberbefehl hatte er zwischen dem 25. Mai 1990 und dem 4. Oktober 1991 inne.
Danach wurde er, inzwischen als Generalleutnant, mit dem Kommando über die 5. Armee betraut. Dieses Amt bekleidete er zwischen 1991 und 1994. Die Armee war damals unter anderem mit Ausbildungsmaßnahmen für Einheiten die am Zweiten Golfkrieg teilnahmen beauftragt. Im Krieg selbst war sie nicht eingesetzt.

## Orden und Auszeichnungen
Neal Jaco erhielt im Lauf seiner militärischen Laufbahn unter anderem folgende Auszeichnungen:
- Army Distinguished Service Medal
- Bronze Star Medal
- Army Commendation Medal
- Army Achievement Medal
- Legion Meritorious Service Medal